# Fête de la Concorde
Pour les articles homonymes, voir Concorde.

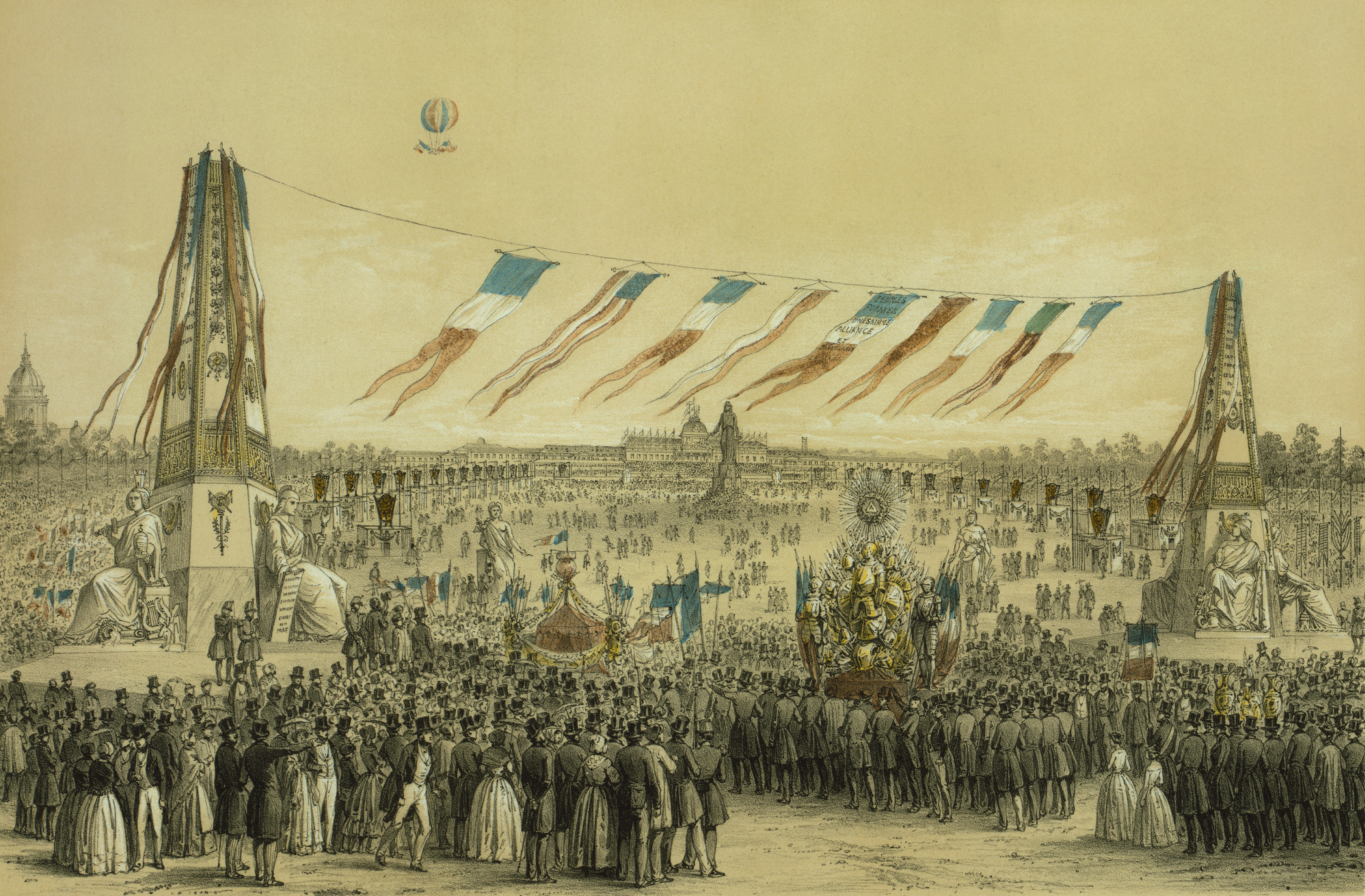
Fête de la Concorde, arrivée des corporations au Champ-de-Mars, par Jules Gaildrau et Charles Fichot.

La Fête de la Concorde était un festival qui se tenait au Champ-de-Mars le 21 mai 1848 à Paris.
L'architecte Henri Labrouste et le peintre Pierre-Victor Galland contribuèrent à la décoration de l'événement en 1848.

## Iconographie
- Jean-Jacques Champin (1796-1860), Fête de la Concorde, le 21 mai 1848, tableau conservé au Musée Carnavalet.